# Портрет Артура Уэлсли Веллингтона
«Портрет герцога Веллингтона» — картина Джорджа Доу из Военной галереи Зимнего дворца.
Картина представляет собой полноростовой портрет британского фельдмаршала герцога Артура Уэлсли Веллингтона из состава Военной галереи Зимнего дворца.
В 1812—1814 годах генерал Веллингтон командовал объединённой англо-испанской армией и сражался против Наполеона на Пиренейском полуострове, за отличия был произведён в фельдмаршалы британской армии и получил герцогский титул. В кампании 1815 года был главнокомандующим англо-голландской армией и нанёс окончательное поражение Наполеону в битве при Ватерлоо. Вплоть до 1818 года являлся главнокомандующим объединённой союзной армией в оккупированной Франции, в конце того года ему был пожалован чин генерал-фельдмаршала русской армии с формальным зачислением в списки.
Изображён стоящим под деревом на фоне холмистого пейзажа в английском фельдмаршальском мундире; через плечо переброшена Андреевская лента, у пояса скреплённая крестом ордена Св. Георгия 1-го класса на Георгиевской ленте; на шее знак австрийского ордена Золотого руна; справа на груди звёзды орденов Св. Андрея Первозванного и Св. Георгия 1-го класса, в руках генеральская шляпа-двууголка, к поясу прицеплена шпага. Слева внизу на камне авторская подпись и дата (в две строки): Geo Dawe R. A. pinxt 1829. Первоначально на раме была закреплена табличка с подписью: Герцогъ Веллингтонъ, Генералъ Фельдмаршалъ, в советское время табличка была заменена на следующую: Веллингтон герцог 1769—1852. Работы Джорджа Доу 1829 г.
Портрет был написан в самом начале 1829 года и таким образом является одной из последних работ Доу в России. После смерти Доу портрет оставался в его мастерской и в 1833 году был передан в Эрмитаж зятем Доу Томасом Райтом, приехавшим в Санкт-Петербург для упорядочивания дел Доу и завершения его незаконченных работ. В качестве гонорара Райту было выплачено 8000 рублей.
Дата написания портрета вызывает вопросы. В воспоминаниях английского врача О. Гранвилла, посетившего в декабре 1827 года Военную галерею, имеется следующее замечание: «Великий князь Константин и три фельдмаршала русской армии, Кутузов, Барклай де Толли и герцог Веллингтон, представлены во весь рост и занимают заметное место в галерее». Однако и все остальные ростовые портреты датируются также 1829 годом (за исключением портрета Константина Павловича, который написан был ещё позже) и официально были переданы в Эрмитаж Райтом в 1833 году. А. А. Подмазо объясняет эту неувязку тем, что эти портреты были временно выставлены в Военной галерее к её открытию в незаконченном виде и впоследствии были возвращены художнику для доработки. Возможно, и сам Гранвилл напутал и видел их лишь в мастерской Доу.
Существовало уменьшенное авторское повторение этого портрета (холст, масло, 92 × 72 см) . В начале XX века оно принадлежало барону Н. Е. Врангелю и в 1914 году было показано на выставке «Искусство союзных народов», устроенной Общиной Св. Евгении в пользу раненых и больных воинов в залах Императорского Общества поощрения художеств. Современное местонахождение этого варианта не установлено.